# سیارک ۱۸۹۵۷
سیارک ۱۸۹۵۷ (به انگلیسی: 18957 Mijacobsen، نامگذاری:2000QE128) هجده هزار و نهصد و پنجاه و هفتمین سیارک کشف شده‌است که در ۲۴ اوت ۲۰۰۰ کشف شد.
قدر مطلق سیارک برابر ۱۶.۲ است.